# Belimumab
Belimumab é um fármaco desenvolvido para tratamento do lúpus. Anteriormente chamado de LymphoStat-B®, seu nome comercial agora é Benlysta™. Foi aprovado nos EUA em março de 2011.